# Xã Elkhart, Quận Polk, Iowa
Xã Elkhart (tiếng Anh: Elkhart Township) là một xã thuộc quận Polk, tiểu bang Iowa, Hoa Kỳ. Năm 2010, dân số của xã này là 1.525 người.